# 倫蓋火山
倫盖火山（馬賽語：Ol Doinyo Lengai，意為「神山」）位於坦桑尼亞北部，納特龍湖南端，是東非大裂谷其中一個火山，海拔2878米。
倫盖火山是世界上唯一一座會噴發碳酸鹽的活火山，它屬於玄武岩結構，含有豐富的鈉、鉀礦藏。它噴出的熔岩與別的火山不同，熔岩是由火山灰和碳酸岩所構成，其火山熔岩的中心部分是黑色，噴出時的熱度只是一般熔岩的熱度的一半。熔岩只要一噴到空中，熔岩就會改變其顏色，經過化學作用而成為碱，這種碱可以用來洗滌和漂白，灼傷力很強。